# Fußball-Bezirksliga Cottbus 1954/55
Die Fußball-Bezirksliga Cottbus 1954/55 war die dritte Spielzeit der vom Bezirksfachausschuss (BFA) Fußball Cottbus durchgeführten Fußball-Bezirksliga Cottbus. Erneut wurde die diesjährige Bezirksliga Cottbus im Rundenturnier mit zwölf Mannschaften ausgetragen. Die BSG Lokomotive Cottbus setzte sich mit drei Punkten vor der BSG Aktivist Senftenberg durch und wurde Bezirksmeister. Zur kommenden Spielzeit wurde als dritte Spielklasse die II. DDR-Liga eingeführt, wodurch die Bezirksligen nur noch viertklassig waren. Lokomotive Cottbus qualifizierte sich für die Aufstiegsrunde und stieg nach einem zweiten Rang in der Staffel 1 in die II. DDR-Liga auf, blieb aber hierarchisch auf dritter Ligaebene. Durch diesen Einschub stieg in dieser Saison kein Verein ab. Die beiden letztplatzierten Vereine spielten zwar mit den zwei Zweitplatzierten der Bezirksklassen um drei Startplätze in der kommenden Saison, beide Bezirksligisten konnten sich dabei neben der BSG Einheit Spremberg durchsetzen. Die Sieger der zwei Bezirksklassen, BSG Fortschritt Cottbus (Staffel Ost) und BSG Lokomotive Falkenberg (Staffel West), stiegen direkt in die Bezirksliga auf.

## Abschlusstabelle
| Pl. | Mannschaft                        | Sp. | S  | U | N  | Tore    | Quote | Punkte |
| --- | --------------------------------- | --- | -- | - | -- | ------- | ----- | ------ |
| 1.  | BSG Lokomotive Cottbus            | 22  | 13 | 5 | 4  | 054:200 | 2,70  | 31:13  |
| 2.  | BSG Aktivist Senftenberg          | 22  | 12 | 4 | 6  | 048:240 | 2,00  | 28:16  |
| 3.  | BSG Chemie Schwarzheide           | 22  | 10 | 7 | 5  | 046:260 | 1,77  | 27:17  |
| 4.  | BSG Aktivist Welzow               | 22  | 12 | 2 | 8  | 053:490 | 1,08  | 26:18  |
| 5.  | BSG Motor Finsterwalde-Süd        | 22  | 11 | 3 | 8  | 050:430 | 1,16  | 25:19  |
| 6.  | BSG Aktivist Laubusch             | 22  | 10 | 2 | 10 | 048:450 | 1,07  | 22:22  |
| 7.  | BSG Aktivist Lauchhammer-West (N) | 22  | 9  | 4 | 9  | 039:500 | 0,78  | 22:22  |
| 8.  | BSG Fortschritt Nord Forst a      | 22  | 10 | 1 | 11 | 046:470 | 0,98  | 21:23  |
| 9.  | BSG Einheit Hoyerswerda (N)       | 22  | 8  | 5 | 9  | 046:570 | 0,81  | 21:23  |
| 10. | BSG Motor Lauchhammer-Ost b       | 22  | 7  | 2 | 13 | 037:610 | 0,61  | 16:28  |
| 11. | BSG Fortschritt Guben             | 22  | 5  | 5 | 12 | 037:550 | 0,67  | 15:29  |
| 12. | BSG Einheit Cottbus               | 22  | 5  | 0 | 17 | 036:630 | 0,57  | 10:34  |

| (N) Aufsteiger aus der Bezirksklasse 1953/54 |

## Kreuztabelle
Die Kreuztabelle stellt die Ergebnisse aller Spiele dieser Saison dar. Die Heimmannschaft ist in der linken Spalte aufgelistet und die Gastmannschaft in der obersten Reihe.
| Bezirksliga Cottbus 5. September 1954 – 17. April 1955 | Bezirksliga Cottbus 5. September 1954 – 17. April 1955 | BSG Lokomotive Cottbus | SFB | BSG Chemie Schwarzheide | BSG Aktivist Welzow | BSG Motor Finsterwalde-Süd | BSG Aktivist Laubusch | LH  | BSG Fortschritt Nord Forst | HY  | BSG Motor Lauchhammer-Ost | BSG Fortschritt Guben | CB  |
| ------------------------------------------------------ | ------------------------------------------------------ | ---------------------- | --- | ----------------------- | ------------------- | -------------------------- | --------------------- | --- | -------------------------- | --- | ------------------------- | --------------------- | --- |
| 01.                                                    | BSG Lokomotive Cottbus                                 |                        | 1:2 | 1:0                     | 5:0                 | 1:1                        | 2:0                   | 9:0 | 3:1                        | 0:0 | 1:0                       | 6:1                   | 4:1 |
| 02.                                                    | BSG Aktivist Senftenberg                               | 1:0                    |     | 1:1                     | 2:0                 | 0:1                        | 6:1                   | 2:2 | 6:1                        | 6:1 | 4:0                       | 2:2                   | 2:1 |
| 03.                                                    | BSG Chemie Schwarzheide                                | 0:0                    | 2:2 |                         | 6:0                 | 4:1                        | 0:1                   | 4:0 | 2:3                        | 4:0 | 2:1                       | 2:1                   | 4:2 |
| 04.                                                    | BSG Aktivist Welzow                                    | 3:2                    | 3:1 | 0:0                     |                     | 2:0                        | 1:4                   | 1:2 | 2:1                        | 7:0 | 7:3                       | 4:2                   | 2:1 |
| 05.                                                    | BSG Motor Finsterwalde-Süd                             | 3:2                    | 1:0 | 5:3                     | 6:4                 |                            | 4:2                   | 5:2 | 1:2                        | 1:4 | 5:0                       | 3:2                   | 4:0 |
| 06.                                                    | BSG Aktivist Laubusch                                  | 1:2                    | 3:1 | 1:1                     | 3:4                 | 6:1                        |                       | 2:0 | 0:1                        | 1:1 | 5:0                       | 4:2                   | 2:6 |
| 07.                                                    | BSG Aktivist Lauchhammer-West                          | 2:2                    | 0:2 | 2:4                     | 2:2                 | 1:0                        | 1:0                   |     | 4:1                        | 5:2 | 3:1                       | 2:1                   | 1:2 |
| 08.                                                    | BSG Fortschritt Nord Forst                             | 1:2                    | 0:3 | 0:2                     | 1:2                 | 2:1                        | 6:1                   | 2:1 |                            | 5:3 | 5:1                       | 2:2                   | 2:1 |
| 09.                                                    | BSG Einheit Hoyerswerda                                | 0:5                    | 1:0 | 1:1                     | 3:2                 | 2:2                        | 2:3                   | 4:1 | 4:2                        |     | 4:2                       | 3:3                   | 6:1 |
| 10.                                                    | BSG Motor Lauchhammer-Ost                              | 2:2                    | 1:3 | 2:2                     | 1:2                 | 2:0                        | 0:3                   | 0:2 | 3:2                        | 4:2 |                           | 3:1                   | 3:2 |
| 11.                                                    | BSG Fortschritt Guben                                  | 0:1                    | 2:1 | 1:0                     | 2:4                 | 1:1                        | 0:3                   | 2:2 | 2:1                        | 2:1 | 2:5                       |                       | 1:2 |
| 12.                                                    | BSG Einheit Cottbus                                    | 1:3                    | 0:1 | 1:2                     | 2:1                 | 1:4                        | 4:2                   | 2:4 | 1:5                        | 0:2 | 2:3                       | 3:5                   |     |

## Bezirksmeister
| 1.                              | BSG Lokomotive Cottbus |
| Logo der BSG Lokomotive Cottbus | Baede Günter Fraedrich, Günter Knöfel, Günter Dabow Erich Lüddeke, Richard Tscheuschler Schreck, Horst Schloddarick, Hans Muschick, Nowka, Löben Spielertrainer: Erich Lüddeke |
| Logo der BSG Lokomotive Cottbus | außerdem: Willi Abraham, Hans Matthey, Michlenz, Hanfried Schlichting, Wecke                                                                                                   |

## Bezirksliga-Relegation
Die beiden letztplatzierten Vereine der Bezirksliga spielten mit den beiden Zweitplatzierten der zwei Staffeln der Bezirksklasse Cottbus drei Teilnehmer für die kommende Spielzeit aus. Am 1. Mai 1955 nannte sich die BSG Einheit Cottbus in BSG Empor Mitte Cottbus um.

### Abschlusstabelle
| Pl. | Mannschaft                                                      | Sp. | S | U | N | Tore    | Quote | Punkte |
| --- | --------------------------------------------------------------- | --- | - | - | - | ------- | ----- | ------ |
| 1.  | BSG Fortschritt Guben (11. Bezirksliga)                         | 6   | 4 | 1 | 1 | 015:700 | 2,14  | 09:30  |
| 2.  | BSG Empor Mitte Cottbus (12. Bezirksliga)                       | 6   | 2 | 2 | 2 | 011:800 | 1,38  | 06:60  |
| 3.  | BSG Einheit Spremberg (Zweiter Bezirksklasse Staffel Ost)       | 6   | 2 | 2 | 2 | 011:100 | 1,10  | 06:60  |
| 4.  | BSG Motor Finsterwalde-Ost (Zweiter Bezirksklasse Staffel West) | 6   | 1 | 1 | 4 | 006:180 | 0,33  | 03:90  |

### Kreuztabelle
Die Kreuztabelle stellt die Ergebnisse aller Spiele dieser Aufstiegsrunde dar. Die Heimmannschaft ist in der linken Spalte aufgelistet und die Gastmannschaft in der obersten Reihe.
| Bezirksliga-Relegation 3. Juli 1955 – 7. August 1955 | Bezirksliga-Relegation 3. Juli 1955 – 7. August 1955 | BSG Fortschritt Guben | BSG Empor Mitte Cottbus | BSG Einheit Spremberg | BSG Motor Finsterwalde-Ost |
| ---------------------------------------------------- | ---------------------------------------------------- | --------------------- | ----------------------- | --------------------- | -------------------------- |
| 1.                                                   | BSG Fortschritt Guben                                |                       | 1:1                     | 3:0                   | 6:1                        |
| 2.                                                   | BSG Empor Mitte Cottbus                              | 1:2                   |                         | 2:2                   | 1:0                        |
| 3.                                                   | BSG Einheit Spremberg                                | 4:0                   | 2:1                     |                       | 1:2                        |
| 4.                                                   | BSG Motor Finsterwalde-Ost                           | 0:2                   | 1:5                     | 2:2                   |                            |